# Hamarøya
Hamarøya är ett berg i Antarktis. Det ligger i Östantarktis. Norge gör anspråk på området. Toppen på Hamarøya är 1 975 meter över havet, eller 274 meter över den omgivande terrängen. Bredden vid basen är 1,3 km.
Terrängen runt Hamarøya är varierad.  Trakten är obefolkad. Det finns inga samhällen i närheten. 